# Pere Dalmases i Vallès
Pere Dalmases i Vallès (Igualada, 23 de març de 1815 - Barcelona, 6 de juny de 1871) fou un advocat i polític català. A la ciutat d'Igualada hi ha un carrer que duu el seu nom.
Nasqué a la rambla Nova, a Igualada, en una família industrial benestant. Estudià lleis a la Universitat de Cervera fins a l'any 1835, i s'instal·là a Barcelona el 1836 per continuar els estudis. Es llicencià el 1840 i obrí un bufet en un pis del carrer Robadors, que l'octubre de 1842 traslladà al carrer de la Font de Sant Miquel, 4, on també va fixar el seu domicili.
Militant del Partit Moderat, el mes d'octubre de 1843 va ser nomenat per l'autoritat militar per ocupar el càrrec de diputat pel districte electoral d'Igualada, fins al mes de gener de 1844. Posteriorment renovà l'acta de diputat en diverses eleccions fins al maig de 1854, quan va caure el govern espanyol en la revolució de 1854. Tornà a ser diputat pel seu districte en les eleccions de 1856, 1858, 1863 i 1865.
Va accedir a la Presidència de la Diputació de Barcelona l'1 de gener de 1867 i ocupà el càrrec fins al setembre de 1868, quan la Junta Revolucionària de Barcelona dissolgué la corporació i anomenà a Víctor Balaguer com a nou president. Durant la seva presidència va impulsar les obres de la carretera d'Igualada a Santa Coloma de Queralt i el projecte de la carretera d'Igualada a Vilafranca.
Dalmases fou un dels membres fundadors de l'Ateneu Català l'any 1860, i de la Societat Econòmica d'Amics del País. El 1863 donà suport a la fundació de l'Ateneu Igualadí. També formà part de la Junta de Carreteras, de l'Acadèmia de Jurisprudència i Legislació i de l'Acadèmia de Bones Lletres de Barcelona. Progressivament es retirà de l'activitat política i es dedicà a l'activitat com advocat, on aconseguí gran prestigi. Col·laborà en premsa, especialment a La Razón Española. Morí a Barcelona l'any 1871.

## Obres publicades
- Catálogo de algunos libros útiles al legisla que quiera ejercer regularmente su profesión[1]